# 翁天祐
翁天祐（？）為中國明朝末年鄭成功轄下官員，初任督運提督。1655年6月晉升為總理監營。1658年9月署左提督事，1670年2月，征敗歸福建金門廈門一帶，再任總理監營。1664年，鄭軍放棄金廈轄土，翁天佑隨鄭經前往台灣，繼顧礽為承天府府尹。其後承天府旋即被鄭經所廢，承天府府尹亦裁撤取消。
| 前任： 顧礽 | 承天府府尹 1664年上任 | 繼任： — |